# Baseball ai Giochi del Sud-est asiatico
Il baseball è presente ai Giochi del Sud-est asiatico a partire dal 2005.

## Edizioni
| Anno          | Ospitante         |            | Medaglie   | Medaglie   | Medaglie | Medaglie |
| Anno          | Ospitante         | Oro        | Argento    | Bronzo     | Bronzo   |          |
| 2005 Dettagli | Manila            | Filippine  | Thailandia | Indonesia  |          |          |
| 2007 Dettagli | Nakhon Ratchasima | Thailandia | Filippine  | Indonesia  |          |          |
| 2011 Dettagli | Palembang         | Filippine  | Indonesia  | Thailandia |          |          |
| 2019 Dettagli | Mabalacat         | Filippine  | Thailandia | Indonesia  |          |          |

## Medagliere
| Posizione | Nazione    | Oro | Argento | Bronzo | Totale |
| --------- | ---------- | --- | ------- | ------ | ------ |
| 1         | Filippine  | 3   | 1       | 0      | 4      |
| 2         | Thailandia | 1   | 2       | 1      | 4      |
| 3         | Indonesia  | 0   | 1       | 3      | 4      |